# 危地马拉总统列表
瓜地馬拉總統（西班牙語：Presidente de Guatemala，英語：President of Guatemala）是危地马拉的國家元首和政府首脑，由公民直接选举產生，任期四年，不得連任。

## 危地马拉省最高执政官（1821年－1824年）
| 肖像 | 姓名                                             | 就任           | 离任           | 备注           |
| ---- | ------------------------------------------------ | -------------- | -------------- | -------------- |
|      | 加维诺·加因萨 Gabino Gaínza                      | 1821年9月15日  | 1822年10月23日 | 危地马拉总司令 |
|      | 比森特·菲利索拉 Vicente Filísola                 | 1822年10月24日 | 1823年9月18日  | 危地马拉总司令 |
|      | 佩德罗·莫利纳·马萨列戈斯 Pedro Molina Mazariegos | 1823年9月19日  | 1824年10月16日 | 危地马拉总司令 |

## 中美洲联邦共和国时期的危地马拉最高元首（1824年－1839年）
- 亚历杭德罗·迪亚斯·卡贝萨·德瓦卡（临时）：1824年9月15日－1824年10月12日
- 胡安·内波穆塞诺·巴伦迪亚·塞佩达：1824年10月12日－1826年9月9日
- 西里洛·弗洛雷斯（代理）：1826年9月9日－1826年10月13日
- 何塞·多明戈·埃斯特拉达（代理）：1827年1月2日－1827年3月1日
- 马里亚诺·德·艾西内纳·伊·皮尼奥尔：1827年3月1日－1829年4月13日
- 马里亚诺·森特诺（临时）：1829年4月13日－1829年4月30日
- 胡安·内波穆塞诺·巴伦迪亚·塞佩达：1829年4月30日－1829年8月23日
- 佩德罗·莫利纳·马萨列戈斯：1829年8月23日－1831年2月10日
- 何塞·格雷戈里奥·马尔克斯（代理）：1831年2月10日－1831年8月28日
- 马里亚诺·加尔韦斯：1831年8月28日－1838年3月3日
- 佩德罗·何塞·瓦伦苏埃拉·伊·哈乌雷吉（代理）：1838年3月3日－1838年7月29日
- 马里亚诺·里维拉·帕斯（代理）：1838年7月29日－1839年1月30日
- 卡洛斯·萨拉查·卡斯特罗（临时）：1839年1月30日－1839年4月13日
- 马里亚诺·里维拉·帕斯（代理）：1839年4月13日－1839年12月3日

## 独立后危地马拉总统（1839年至今）
| 总统                                                                            | 总统 | 就任           | 离任           | 政党                   |
| ------------------------------------------------------------------------------- | ---- | -------------- | -------------- | ---------------------- |
| 马里亚诺·里维拉·帕斯 Mariano Rivera Paz                                         |      | 1839年12月3日  | 1842年2月25日  | 自由党                 |
| 何塞·贝南西奥·洛佩斯·雷克纳（代理） José Venancio López Requena                 |      | 1842年2月15日  | 1842年5月14日  | 自由党                 |
| 马里亚诺·里维拉·帕斯 Mariano Rivera Paz                                         |      | 1842年5月14日  | 1844年12月14日 | 自由党                 |
| 何塞·拉斐尔·卡雷拉·图尔西奥斯 Rafael Carrera                                    |      | 1844年12月14日 | 1848年8月16日  | 保守党                 |
| 胡安·安东尼奥·马丁内斯（临时） Juan Antonio Martínez                            |      | 1848年8月16日  | 1848年11月28日 | 保守党                 |
| 何塞·贝纳尔多·埃斯科瓦尔（临时） José Bernardo Escobar                          |      | 1848年11月28日 | 1849年1月3日   | 保守党                 |
| 马里亚诺·佩雷德斯（临时） Mariano Paredes                                       |      | 1849年1月3日   | 1851年11月6日  | 自由党                 |
| 何塞·拉斐尔·卡雷拉·图尔西奥斯 Rafael Carrera                                    |      | 1851年11月6日  | 1865年4月14日  | 保守党                 |
| 佩德罗·德·艾西内纳·伊·皮尼奥尔（代理） Pedro de Aycinena y Piñol                |      | 1865年4月14日  | 1865年5月24日  | 保守党                 |
| 比森特·塞尔纳·桑多瓦尔 Vicente Cerna Sandoval                                   |      | 1865年5月24日  | 1871年6月29日  | 保守党                 |
| 米格尔·加西亚·格拉纳多斯·萨瓦拉 Miguel García Granados                          |      | 1871年6月29日  | 1873年6月4日   | 自由党                 |
| 胡斯托·鲁菲诺·巴里奥斯·奥延 Justo Rufino Barrios                                |      | 1873年6月4日   | 1885年4月2日   | 自由党                 |
| 亚历杭德罗·西尼瓦尔迪（代理） Alejandro M. Sinibaldi                            |      | 1885年4月2日   | 1885年4月5日   | 自由党                 |
| 曼努埃尔·利桑德罗·巴里利亚斯·贝西昂 Manuel Barillas                             |      | 1885年4月5日   | 1892年3月15日  | 自由党                 |
| 何塞·玛丽亚·雷纳·巴里奥斯 José María Reina Barrios                              |      | 1892年3月15日  | 1898年2月8日   | 自由党                 |
| 曼努埃尔·何塞·埃斯特拉达·卡夫雷拉 Manuel Estrada Cabrera                        |      | 1898年2月8日   | 1920年4月15日  | 自由党                 |
| 卡洛斯·埃雷拉·伊鲁纳 Carlos Herrera                                             |      | 1920年4月15日  | 1921年12月10日 | 统一党                 |
| 何塞·玛丽亚·奥雷利亚纳·平托 José María Orellana                                 |      | 1921年12月10日 | 1926年9月26日  | 自由党                 |
| 拉萨罗·查孔·冈萨雷斯 Lázaro Chacón González                                     |      | 1926年9月26日  | 1931年1月2日   | 统一党                 |
| 何塞·玛丽亚·雷纳·安德拉德（代理） José María Reina Andrade                      |      | 1931年1月2日   | 1931年2月14日  | 自由党                 |
| 豪尔赫·乌维科 Jorge Ubico                                                       |      | 1931年2月14日  | 1944年7月4日   | 自由党                 |
| 胡安·费德里科·庞塞·维德斯（代理） Juan Federico Ponce Vaides                    |      | 1944年7月4日   | 1944年10月20日 | 自由党                 |
| 革命军政府 弗朗西斯科·哈维尔·阿拉纳 哈科沃·阿本斯·古斯曼 豪尔赫·托里埃略·加里多 |      | 1944年10月20日 | 1945年3月15日  | 军人                   |
| 胡安·何塞·阿雷瓦洛·贝尔梅霍 Juan José Arévalo                                   |      | 1945年3月15日  | 1951年3月15日  | 革命行动党             |
| 哈科沃·阿本斯·古斯曼 Jacobo árbenz Guzmán                                       |      | 1951年3月15日  | 1954年6月27日  | 革命行动党             |
| 卡洛斯·恩里克·迪亚斯·德莱昂（临时） Carlos Enrique Díaz de León                 |      | 1954年6月27日  | 1954年6月29日  | 军人                   |
| 埃尔费戈·埃尔南·蒙松·阿吉雷 （军政府主席） Elfego Hernán Monzón Aguirre         |      | 1954年6月29日  | 1954年7月8日   | 军人                   |
| 卡洛斯·卡斯蒂略·阿马斯 Carlos Castillo Armas                                    |      | 1954年7月8日   | 1957年7月26日  | 军人                   |
| 路易斯·阿图罗·冈萨雷斯·洛佩斯（代理） Luis Arturo González López                |      | 1957年7月27日  | 1957年10月24日 | 国家进步党             |
| 阿尔弗雷多·恩里克·佩拉尔塔·阿苏迪亚 （军政府主席） óscar Mendoza Azurdia        |      | 1957年10月24日 | 1957年10月26日 | 军人                   |
| 吉列尔莫·弗洛雷斯·阿文达尼奥（代理） Guillermo Flores Avendaño                  |      | 1957年10月26日 | 1958年3月2日   | 军人                   |
| 米格爾·伊迪戈拉斯·富恩特斯 Miguel Ydígoras Fuentes                              |      | 1958年3月2日   | 1963年3月31日  | 军人/国家民主重建党    |
| 阿尔弗雷多·恩里克·佩拉尔塔·阿苏迪亚 Enrique Peralta Azurdia                     |      | 1963年3月31日  | 1966年7月1日   | 军人/制度民主党        |
| 胡利奧·塞薩爾·門德斯·蒙特內哥羅 Julio César Méndez Montenegro                   |      | 1966年7月1日   | 1970年7月1日   | 革命党                 |
| 卡洛斯·曼努埃爾·阿拉納·奧索里奧 Carlos Manuel Arana Osorio                      |      | 1970年7月1日   | 1974年7月1日   | 军人/民族解放运动      |
| 基耶爾·尤金尼奧·勞格魯德·加西亞 Kjell Eugenio Laugerud García                   |      | 1974年7月1日   | 1978年7月1日   | 军人/民族解放运动      |
| 费尔南多·罗密欧·卢卡斯·加西亚 Fernando Romeo Lucas García                       |      | 1978年7月1日   | 1982年3月23日  | 军人/制度民主党/革命党 |
| 何塞·埃弗拉因·里奥斯·蒙特 Efraín Ríos Montt                                     |      | 1982年3月23日  | 1983年8月8日   | 军人                   |
| 奧斯卡·翁貝托·梅希亞·比克托雷斯 óscar Humberto Mejía Victores                   |      | 1983年8月8日   | 1986年1月14日  | 军人                   |
| 比尼西奧·塞雷索 Vinicio Cerezo                                                  |      | 1986年1月14日  | 1991年1月14日  | 危地马拉基督教民主党   |
| 豪尔赫·安东尼奥·塞拉诺·埃利亚斯 Jorge Serrano Elías                             |      | 1991年1月14日  | 1993年6月1日   | 团结行动运动           |
| 古斯塔沃·阿道弗·埃斯皮纳·萨尔格罗 Gustavo Adolfo Espina Salguero                |      | 1993年6月1日   | 1993年6月5日   | 团结行动运动           |
| 拉米罗·德莱昂·卡皮奥 Ramiro de León Carpio                                      |      | 1993年6月6日   | 1996年1月14日  | 无                     |
| 阿尔瓦罗·恩里克·阿尔苏·伊里戈延 álvaro Arzú                                     |      | 1996年1月14日  | 2000年1月14日  | 全国前进党/统一党      |
| 阿方索·安東尼奧·波狄優·卡夫雷拉 Alfonso Portillo                                |      | 2000年1月14日  | 2004年1月14日  | 危地马拉共和阵线       |
| 奥斯卡·贝尔赫·佩多莫 óscar Berger                                               |      | 2004年1月14日  | 2008年1月14日  | 全国团结党/全国大联盟  |
| 阿爾瓦羅·科洛姆 álvaro Colom                                                    |      | 2008年1月14日  | 2012年1月14日  | 全国希望联盟           |
| 奥托·佩雷斯·莫利纳 Otto Pérez Molina                                            |      | 2012年1月14日  | 2015年9月3日   | 爱国党/全国大联盟      |
| 亞歷杭德羅·馬爾多納多（代理） Alejandro Maldonado Aguirre                       |      | 2015年9月3日   | 2016年1月14日  | 无                     |
| 吉米·莫拉莱斯 Jimmy Morales                                                     |      | 2016年1月14日  | 2020年1月14日  | 國家融合陣線           |
| 亚历杭德罗·贾马特 Alejandro Giammattei                                          |      | 2020年1月14日  | 2024年1月14日  | 前进党                 |
| 贝尔纳多·阿雷瓦洛 Bernardo Arévalo                                              |      | 2024年1月14日  | 现任           | 种子运动               |

## 其他
- 危地马拉历史